# Cyanopterus zernyi
Cyanopterus zernyi är en stekelart som först beskrevs av Josef Fahringer 1941.  Cyanopterus zernyi ingår i släktet Cyanopterus och familjen bracksteklar. Inga underarter finns listade i Catalogue of Life.